# Shiting Jiang
Shiting Jiang (kinesiska: 石亭江) är ett vattendrag i Kina. Det ligger i provinsen Sichuan, i den sydvästra delen av landet, omkring 44 kilometer nordost om provinshuvudstaden Chengdu.
Genomsnittlig årsnederbörd är 1 209 millimeter. Den regnigaste månaden är juli, med i genomsnitt 359 mm nederbörd, och den torraste är december, med 6 mm nederbörd.